# Samgar
Samgar (hebreo: שַׁמְגַּר Šamgar "el que huye") fue un personaje del Antiguo Testamento; se le identifica como el tercer Juez de Israel.
Mató a 600 Filisteos con una aguijada (vara que se usaba para unir 2 bueyes ej.)

## Etimología
El nombre Samgar parece ser de origen hurrita y bien puede ser Šimig-ari, "[el dios] Simike ha dado".
En la Biblia también se indica que era "hijo de Anat" (nombre de la diosa semítica Anat). En los últimos años se han descubierto puntas de flecha con los nombres ben-anat y arameo bar anat, que datan de los siglos XI al VII a. C. Esto ha llevado a recientes investigadores a teorizar que la expresión "hijo de Anat" designara más bien un título de guerrero.

## Biografía
Poco se sabe acerca de Samgar, ya que la Biblia no se explaya sobre su tribu ni su nacimiento. En el texto bíblico (Jueces 3:31) se señala que cuando los filisteos iban a invadir (o ya habían invadido Israel) Samgar hijo de Anat los mató, y liberó a Israel, aniquilando a 600 filisteos con una aguijada de bueyes.
Otra mención se encuentra en el Cántico de Débora (Jueces 5:6), donde se describe a Samgar como uno de los gobernantes anteriores en cuyos días no habían caravanas, los caminos estaban abandonados, los viajeros tomaban caminos tortuosos y la población de Israel colapsaba.